# Чемпіонат України з футболу 2012—2013: друга ліга
Чемпіонат України серед команд клубів другої ліги сезону 2012/2013 років — 21-й сезон другої ліги, який проходить з 13 липня 2012 по 16 червня 2013 року.
Чемпіонат України проводиться в два етапи. На першому етапі команди, розподілені на дві групи (А і Б), проводять турнір в два кола за круговою системою. За підсумками першого етапу проводиться розділення команд в кожній з груп: до груп 1 та 2 входять команди, що посіли місця з першого по шосте в турнірній таблиці груп А і Б відповідно; до груп 3 і 4 входять
команди, що посіли місця з сьомого і нижче в турнірній таблиці груп А і Б відповідно. До другого етапу чемпіонату команди переходять з усіма очками, набраними на першому етапі.
На другому етапі команди, розподілені на чотири групи, проводять турнір в два кола за круговою системою. Місця команд на другому етапі визначаються за сумою очок, набраних протягом першого та другого етапів чемпіонату.
Переможці груп 1 і 2 підвищуються у класі. Команди, які за підсумками другого етапу посіли другі місця в групах 1 і 2, беруть участь у стикових матчах за право грати в першій лізі з командами, що посядуть 15-е і 16-е місця в першій лізі. Останні чотири команди з груп 3 і 4 вибувають зі змагань.
Для визначення чемпіона другої ліги проводяться додаткові матчі між командами-переможцями груп 1 і 2. Переможець визначається за сумою двох матчів. Бронзовими призерами другої ліги визнаються команди, що посядуть другі місця у групах 1 та 2.

## Учасники
За підсумками чемпіонату 2011/2012 років команди ПФК «Суми» (група А) і ФК «Полтава» (група Б) здобули путівки до першої ліги, команди «СКАД-Ялпуг», «Чорноморець-2» (група А) і «Дніпро-2» (група Б) були зняті зі змагань протягом чемпіонату. Після закінчення сезону були виключені «Прикарпаття» (не пройшло атестацію), «Іллічівець-2» та «Металург-2» (у зв'язку з запровадженням у Прем'єр-лізі турніру для команд U-19). Команда «Макіїввугілля» зберегла місце у другій лізі.
З першої ліги опустився ФК «Львів». «Енергетик», що також мав понизитися в класі, був виключений зі змагань. Поповнили другу лігу команди «Бастіон», «Жемчужина», «Полтава-2-Карлівка», «СКА», ФК «Тернопіль».
4 липня Центральна Рада ПФЛ затвердила склад груп другої ліги: «Бастіон», «Львів», «СКА» і «Тернопіль» були включені до групи А, «Жемчужина» і «Полтава-2-Карлівка» — до групи Б. Щоб зрівняти кількість команд у групах, до групи Б був переведений «Украгроком».
6 липня у зв'язку з виключенням вінницької «Ниви» до першої ліги був переведений «Авангард», замість нього до групи Б «для забезпечення стабільності календаря змагань» перевели «Енергію».
9 липня до групи А була включена «Оболонь-2», 10 липня — вінницька «Нива».
17 липня (уже після початку чемпіонату) рішенням Центральної Ради команди ФК «Львів», «Бастіон» і «Нива» виключені з ПФЛ; у зв'язку зі зміною кількості команд був скоригований календар групи А.
Таким чином у групі А грають 11 команд, у групі Б — 13 команд.
| Команда              | Місто, село                                          | Стадіон                                                                                     | Місткість стадіону | Місце в попер. ч-ті |
| Група А              | Група А                                              | Група А                                                                                     | Група А            | Група А             |
| -------------------- | ---------------------------------------------------- | ------------------------------------------------------------------------------------------- | ------------------ | ------------------- |
| «Десна»              | Чернігів                                             | ім. Юрія Гагаріна                                                                           | 12 060             | 2                   |
| «Динамо»             | Хмельницький                                         | «Поділля» «Юність», м. Красилів                                                             | 8000 5000          | 10                  |
| «Єдність»            | с. Плиски Чернігівської обл.                         | «Єдність»                                                                                   | 1500               | 13                  |
| «Кристал»            | Херсон                                               | «Кристал»                                                                                   | 2000               | 8                   |
| «Нива»               | Тернопіль                                            | Міський                                                                                     | 15 150             | 12                  |
| «Оболонь-2»          | Київ                                                 | НТБ «Оболонь», м. Буча                                                                      | 500                | —                   |
| «Реал Фарм»          | Южне                                                 | Міський стадіон школи № 3 (I етап) «Дністер» ім. Віктора Дукова, смт Овідіополь (II етап)   | 3000 1500          | 7                   |
| «СКА»                | Одеса                                                | «Спартак»                                                                                   | 4800               | —                   |
| «Скала»              | Стрий                                                | «Сокіл»                                                                                     | 6000               | 9                   |
| «Славутич»           | Черкаси                                              | «Центральний»                                                                               | 10 321             | 3                   |
| ФК «Тернопіль»       | Тернопіль                                            | Міський стадіон ДЮСШ в парку Топільче                                                       | 15 150 …           | —                   |
| Група Б              |                                                      |                                                                                             |                    |                     |
| «Гірник»             | Кривий Ріг                                           | Стадіон шахти «Жовтнева»                                                                    | 2500               | 4                   |
| «Гірник-спорт»       | Комсомольськ                                         | «Юність»                                                                                    | 2500               | 9                   |
| «Енергія» ▬          | Нова Каховка                                         | «Енергія»                                                                                   | 4000               | 4 (гр. А)           |
| «Жемчужина»          | Ялта                                                 | «Авангард» «Фіолент», м. Сімферополь                                                        | 3000 6500          | —                   |
| «Кремінь»            | Кременчук                                            | «Кремінь-Арена»                                                                             | 1500               | 5                   |
| «Макіїввугілля»      | Макіївка                                             | стадіон академії ФК «Шахтар»                                                                | ~1000              | 14                  |
| «Мир»                | с. Горностаївка Новотроїцького р-ну Херсонської обл. | «Затис»                                                                                     | 500                | 7                   |
| «Полтава-2-Карлівка» | Полтава                                              | «Локомотив» «Машинобудівник», м. Карлівка                                                   | 2500 1300          | —                   |
| ФК «Севастополь-2»   | Севастополь                                          | «Колос»                                                                                     | 1000               | 10                  |
| «Сталь»              | Дніпродзержинськ                                     | «Металург»                                                                                  | 2900               | 6                   |
| «Украгроком» ▬       | смт Приютівка Кіровоградської обл.                   | «Головківський», с. Головківка (I, II етапи) КСК «Ніка», м. Олександрія (матч за 1-е місце) | 580 7000           | 5 (гр. А)           |
| «Шахтар»             | Свердловськ                                          | ім. Миколи Горюшкіна «Авангард», м. Ровеньки                                                | 10 000 5400        | 3                   |
| «Шахтар-3»           | Донецьк                                              | СТБ «Кірша»                                                                                 | 1500               | 8                   |

- — команди, що поповнили другу лігу
- — команди, що опустилися з першої ліги
- ▬ — команди, переведені з іншої групи

Команди «Оболонь-2», «СКА» і «Єдність» виключені зі змагань рішенням Центральної Ради ПФЛ № 3 від 25 лютого 2013 року.

## Перший етап

### Група А
| М  | Команда        | І  | В  | Н | П  | РМ    | О  |
| -- | -------------- | -- | -- | - | -- | ----- | -- |
| 1  | «Десна»        | 20 | 14 | 6 | 0  | 35−12 | 48 |
| 2  | «Нива»         | 20 | 11 | 5 | 4  | 29−17 | 38 |
| 3  | ФК «Тернопіль» | 20 | 11 | 2 | 7  | 31−20 | 35 |
| 4  | «Славутич»     | 20 | 10 | 4 | 6  | 26−18 | 34 |
| 5  | «Скала»        | 20 | 9  | 6 | 5  | 19−15 | 33 |
| 6  | «Реал Фарм»    | 20 | 8  | 6 | 6  | 23−25 | 30 |
|    |                |    |    |   |    |       |    |
| 7  | «Кристал»      | 20 | 6  | 2 | 12 | 23−31 | 20 |
| 8  | «Єдність»      | 20 | 5  | 5 | 10 | 17−30 | 20 |
| 9  | «Оболонь-2»    | 20 | 5  | 3 | 12 | 21−30 | 18 |
| 10 | «Динамо»       | 20 | 4  | 5 | 11 | 12−22 | 17 |
| 11 | «СКА»          | 20 | 4  | 2 | 14 | 17−33 | 14 |

| Команда        | ДЕС | ДИН | ЄДН | КРИ | НИВ | О-2    | РЕА | СКА | СКЛ | СЛА | ТЕР |
| -------------- | --- | --- | --- | --- | --- | ------ | --- | --- | --- | --- | --- |
| «Десна»        |     | 3:0 | 2:1 | 1:1 | 3:0 | 2:0    | 1:1 | 1:0 | 2:1 | 2:1 | 1:0 |
| «Динамо»       | 2:3 |     | 1:0 | 1:0 | 0:1 | 0:0    | 1:1 | 1:0 | 0:1 | 0:1 | 0:1 |
| «Єдність»      | 1:2 | 2:1 |     | 0:2 | 0:2 | 1:1    | 1:1 | 2:0 | 0:0 | 1:1 | 0:4 |
| «Кристал»      | 0:2 | 2:0 | 2:0 |     | 1:4 | 0:1    | 3:0 | 2:2 | 0:2 | 1:2 | 1:2 |
| «Нива»         | 1:1 | 3:1 | 0:0 | 3:2 |     | 3:0[а] | 0:1 | 1:0 | 1:0 | 0:0 | 2:0 |
| «Оболонь-2»    | 1:1 | 0:2 | 2:4 | 0:1 | 2:4 |        | 2:3 | 4:0 | 0:1 | 1:0 | 1:2 |
| «Реал Фарм»    | 0:3 | 0:0 | 3:0 | 3:2 | 2:0 | 2:1    |     | 1:3 | 1:1 | 0:1 | 2:1 |
| «СКА»          | 0:2 | 1:0 | 4:1 | 0:1 | 2:1 | 0:2    | 0:1 |     | 1:2 | 0:3 | 1:2 |
| «Скала»        | 1:1 | 1:1 | 2:0 | 1:0 | 1:1 | 1:0    | 0:0 | 2:0 |     | 1:0 | 0:2 |
| «Славутич»     | 0:0 | 1:0 | 0:1 | 3:1 | 1:1 | 2:3    | 2:0 | 3:2 | 2:1 |     | 3:0 |
| ФК «Тернопіль» | 1:2 | 1:1 | 0:2 | 4:1 | 0:1 | 1:0    | 3:1 | 1:1 | 3:0 | 3:0 |     |

а Згідно з рішенням КДК ФФУ від 29 листопада 2012 року за неявку на гру без поважної причини команді «Оболонь-2» зарахована технічна поразка 0:3, а команді «Нива» — перемога 3:0.

#### Найкращі бомбардири
| № | Футболіст        | Команда        | Голи (пен.) |
| - | ---------------- | -------------- | ----------- |
| 1 | Богдан Семенець  | ФК «Тернопіль» | 9           |
| 2 | Василь Цюцюра    | «Скала»        | 8           |
| 3 | Петро Кондратюк  | «Десна»        | 7 (4)       |
| 4 | Віталій Богданов | ФК «Тернопіль» | 6           |
| 4 | Василь Продан    | «Реал Фарм»    | 6           |
| 6 | Сергій Кушка     | «Нива»         | 6 (1)       |
| 6 | Юрій Фурта       | «Десна»        | 6 (1)       |
| 8 | Вадим Яворський  | «СКА»          | 6 (3)       |
| 9 | Олег Тарасенко   | «Славутич»     | 6 (4)       |

### Група Б
| М  | Команда              | І  | В  | Н  | П  | РМ    | О     |
| -- | -------------------- | -- | -- | -- | -- | ----- | ----- |
| 1  | «Украгроком»         | 24 | 15 | 5  | 4  | 38−17 | 50    |
| 2  | «Шахтар-3»           | 24 | 15 | 3  | 6  | 57−22 | 48    |
| 3  | «Шахтар»             | 24 | 13 | 6  | 5  | 33−18 | 45    |
| 4  | «Полтава-2-Карлівка» | 24 | 11 | 11 | 2  | 29−15 | 44    |
| 5  | «Кремінь»            | 24 | 12 | 7  | 5  | 39−21 | 43    |
| 6  | «Мир»                | 24 | 13 | 3  | 8  | 37−33 | 42    |
|    |                      |    |    |    |    |       |       |
| 7  | «Гірник»             | 24 | 10 | 7  | 7  | 35−26 | 37    |
| 8  | «Сталь»              | 24 | 10 | 3  | 11 | 47−30 | 33    |
| 9  | ФК «Севастополь-2»   | 24 | 7  | 2  | 15 | 25−44 | 23    |
| 10 | «Енергія»            | 24 | 5  | 6  | 13 | 25−50 | 21    |
| 11 | «Гірник-Спорт»       | 24 | 5  | 3  | 16 | 25−50 | 18    |
| 12 | «Макіїввугілля»      | 24 | 5  | 2  | 17 | 21−58 | 17    |
| 13 | «Жемчужина»          | 24 | 4  | 4  | 16 | 21−48 | 13[а] |

| Команда              | ГІР | ГСП | ЕНЕ | ЖЕМ | КРЕ | МАК | МИР    | ПОЛ | С-2 | СТА    | УАК | ШАХ | Ш-3 |
| -------------------- | --- | --- | --- | --- | --- | --- | ------ | --- | --- | ------ | --- | --- | --- |
| «Гірник»             |     | 3:2 | 3:1 | 1:1 | 1:1 | 4:1 | 0:1    | 0:1 | 1:1 | 1:0    | 2:1 | 1:2 | 1:1 |
| «Гірник-спорт»       | 0:2 |     | 4:3 | 1:0 | 1:4 | 1:2 | 0:2    | 0:0 | 0:2 | 0:3    | 1:1 | 0:0 | 1:2 |
| «Енергія»            | 0:3 | 1:3 |     | 1:0 | 1:1 | 4:1 | 1:2    | 1:1 | 2:0 | 1:0    | 0:4 | 0:2 | 1:1 |
| «Жемчужина»          | 0:1 | 4:2 | 1:1 |     | 1:5 | 3:0 | 1:1    | 0:2 | 0:2 | 0:3[б] | 0:2 | 0:3 | 1:0 |
| «Кремінь»            | 1:0 | 2:1 | 0:1 | 2:0 |     | 3:1 | 2:1    | 0:0 | 3:0 | 1:1    | 2:2 | 2:0 | 3:1 |
| «Макіїввугілля»      | 1:4 | 0:3 | 2:2 | 3:2 | 2:1 |     | 1:2    | 0:2 | 0:1 | 3:2    | 0:2 | 1:2 | 0:2 |
| «Мир»                | 3:2 | 2:3 | 3:1 | 1:1 | 2:1 | 1:1 |        | 0:1 | 1:0 | 2:0    | 1:4 | 2:0 | 1:2 |
| «Полтава-2-Карлівка» | 2:2 | 1:0 | 1:1 | 3:1 | 0:0 | 3:0 | 2:3    |     | 3:1 | 2:1    | 0:0 | 1:1 | 1:0 |
| ФК «Севастополь-2»   | 1:1 | 3:1 | 3:0 | 2:1 | 1:2 | 1:2 | 1:2    | 0:1 |     | 2:7    | 1:0 | 0:1 | 1:4 |
| «Сталь»              | 0:1 | 2:1 | 2:1 | 8:2 | 0:1 | 4:0 | 2:3    | 1:1 | 3:1 |        | 0:1 | 2:0 | 1:2 |
| «Украгроком»         | 1:0 | 3:0 | 2:0 | 1:0 | 1:1 | 2:0 | 2:1    | 2:0 | 3:1 | 0:2    |     | 0:3 | 1:0 |
| «Шахтар»             | 1:1 | 3:0 | 2:1 | 0:1 | 1:0 | 1:0 | 3:0[в] | 0:0 | 1:0 | 2:2    | 1:1 |     | 3:1 |
| «Шахтар-3»           | 3:0 | 5:0 | 9:0 | 3:1 | 2:1 | 6:0 | 2:0    | 1:1 | 5:0 | 2:1    | 1:2 | 2:1 |     |

а З «Жемчужини» знято 3 очки згідно з рішенням ДК ПФЛ № 2 від 26 липня 2012 року за несплату першої частини заявкового внеску.
б Згідно з рішенням КДК ФФУ від 4 жовтня 2012 року за неявку на гру без поважної причини команді «Жемчужина» зарахована технічна поразка 0:3, а команді «Сталь» — перемога 3:0.
в Згідно з рішенням КДК ФФУ від 29 листопада 2012 року за неявку на гру без поважної причини команді «Мир» зарахована технічна поразка 0:3, а команді «Шахтар» — перемога 3:0.

#### Найкращі бомбардири
| №  | Футболіст           | Команда         | Голи (пен.) |
| -- | ------------------- | --------------- | ----------- |
| 1  | Станіслав Куліш     | «Сталь»         | 20 (2)      |
| 2  | Юрій Коломоєць      | «Гірник»        | 16 (2)      |
| 3  | Андрій Драголюк     | «Мир»           | 14 (4)      |
| 4  | Сергій Болбат       | «Шахтар-3»      | 11          |
| 5  | Владислав Коробкін  | «Шахтар»        | 11 (2)      |
| 6  | Андрій Місяйло      | «Гірник-Спорт»  | 9 (1)       |
| 7  | Денис Безбородько   | «Шахтар-3»      | 8           |
| 7  | Олександр Муковозов | «Енергія»       | 8           |
| 7  | В'ячеслав Савченко  | «Мир»           | 8           |
| 7  | Денис Шевчук        | «Макіїввугілля» | 8           |
| 11 | Максим Малишев      | «Шахтар-3»      | 8 (2)       |

## Другий етап
На другому етапі команди розподіляються на чотири групи за підсумками першого етапу і проводять турнір в два кола за круговою системою.
Команди «Єдність», «Оболонь-2» і «СКА» знялися після першого етапу, і у групі 3 лишилося дві команди, тому формат змагань був змінений. Згідно з рішенням Виконкому ФФУ №2 від 3 квітня 2013 року команди «Енергія» та «Жемчужина» переведені з групи 4 до групи 3. Також були внесені зміни до Регламенту змагань, згідно з якими очки, набрані на першому етапі командами групи 3, не враховуються, а місця визначатимуться за сумою очок, набраних лише на другому етапі. Команди груп 1, 2 і 4 переходять до другого етапу чемпіонату з усіма очками, набраними на першому етапі. Також призупинено дію пункту 17 статті 13 про виліт команд з другої ліги.

### Група 1
| М | Команда        | І  | В  | Н | П  | РМ    | О  |
| - | -------------- | -- | -- | - | -- | ----- | -- |
| 1 | «Десна»        | 30 | 20 | 9 | 1  | 55−22 | 69 |
| 2 | «Нива»         | 30 | 16 | 9 | 5  | 47−22 | 57 |
| 3 | «Славутич»     | 30 | 15 | 7 | 8  | 47−28 | 52 |
| 4 | ФК «Тернопіль» | 30 | 15 | 4 | 11 | 43−34 | 49 |
| 5 | «Скала»        | 30 | 10 | 7 | 13 | 25−41 | 37 |
| 6 | «Реал Фарм»    | 30 | 9  | 9 | 12 | 35−49 | 36 |

| Команда        | ДЕС | НИВ | ТЕР | СЛА | СКА | РЕА |
| -------------- | --- | --- | --- | --- | --- | --- |
| «Десна»        |     | 0:0 | 1:0 | 3:1 | 4:1 | 3:3 |
| «Нива»         | 1:2 |     | 1:0 | 1:1 | 1:0 | 6:0 |
| ФК «Тернопіль» | 1:1 | 1:1 |     | 3:2 | 1:0 | 2:1 |
| «Славутич»     | 1:0 | 1:1 | 3:0 |     | 7:0 | 2:0 |
| «Скала»        | 2:4 | 0:3 | 1:0 | 1:2 |     | 1:1 |
| «Реал Фарм»    | 0:2 | 0:3 | 3:4 | 1:1 | 3:0 |     |

#### Найкращі бомбардири
У списку враховані голи на першому та другому етапах.
| №  | Футболіст          | Команда                  | Голи (пен.) |
| -- | ------------------ | ------------------------ | ----------- |
| 1  | Богдан Семенець    | ФК «Тернопіль»           | 15 (3)      |
| 2  | Василь Продан      | «Реал Фарм»              | 11          |
| 3  | Петро Кондратюк    | «Десна»                  | 11 (7)      |
| 4  | Михайло Сергійчук  | «Славутич»               | 9           |
| 4  | Василь Цюцюра      | «Скала»                  | 9           |
| 6  | Юрій Фурта         | «Десна»                  | 8 (1)       |
| 7  | Олег Тарасенко     | «Славутич»               | 7 (5)       |
| 8  | Віталій Богданов   | ФК «Тернопіль»           | 6           |
| 8  | Євгеній Чепурненко | «Десна»                  | 6           |
| 10 | Андрій Кондзьолка  | ФК «Тернопіль»           | 6 (1)       |
| 10 | Сергій Кушка       | «Нива»                   | 6 (1)       |
| 12 | Михайло Басараб    | «Скала» (4) / «Нива» (2) | 6 (3)       |

### Група 2
На другому етапі команда «Украгроком» представляє село Головківку Олександрійського району Кіровоградської області.
| М | Команда              | І  | В  | Н  | П  | РМ    | О  |
| - | -------------------- | -- | -- | -- | -- | ----- | -- |
| 1 | «Украгроком»         | 34 | 20 | 7  | 7  | 51−25 | 67 |
| 2 | «Шахтар»             | 34 | 19 | 9  | 6  | 47−26 | 66 |
| 3 | «Шахтар-3»           | 34 | 20 | 5  | 9  | 72−35 | 65 |
| 4 | «Полтава-2-Карлівка» | 34 | 13 | 16 | 5  | 41−27 | 55 |
| 5 | «Кремінь»            | 34 | 12 | 14 | 8  | 46−31 | 50 |
| 6 | «Мир»                | 34 | 14 | 6  | 14 | 42−48 | 48 |

| Команда              | УАК | Ш-3 | ШАХ | ПОЛ | КРЕ | МИР |
| -------------------- | --- | --- | --- | --- | --- | --- |
| «Украгроком»         |     | 2:1 | 0:1 | 0:0 | 2:1 | 3:0 |
| «Шахтар-3»           | 2:1 |     | 1:0 | 3:1 | 1:1 | 2:1 |
| «Шахтар»             | 1:0 | 2:0 |     | 2:1 | 2:2 | 2:1 |
| «Полтава-2-Карлівка» | 2:3 | 4:1 | 1:1 |     | 0:0 | 2:1 |
| «Кремінь»            | 0:0 | 1:1 | 1:2 | 1:1 |     | 0:0 |
| «Мир»                | 0:2 | 0:3 | 1:1 | 0:0 | 1:0 |     |

#### Найкращі бомбардири
У списку враховані голи на першому та другому етапах.
| №  | Футболіст             | Команда              | Голи (пен.) |
| -- | --------------------- | -------------------- | ----------- |
| 1  | Владислав Коробкін    | «Шахтар»             | 15 (3)      |
| 2  | Андрій Драголюк       | «Мир»                | 15 (5)      |
| 3  | Денис Безбородько     | «Шахтар-3»           | 13          |
| 4  | Сергій Болбат         | «Шахтар-3»           | 12          |
| 5  | Віталій Пономар       | «Шахтар»             | 10          |
| 6  | Євген Фальковський    | «Украгроком»         | 10 (1)      |
| 7  | Дмитро Іванісеня      | «Шахтар-3»           | 8           |
| 7  | Максим Лубенець       | «Полтава-2-Карлівка» | 8           |
| 7  | В'ячеслав Савченко    | «Мир»                | 8           |
| 10 | Максим Малишев        | «Шахтар-3»           | 8 (2)       |
| 10 | Олександр Пономаренко | «Полтава-2-Карлівка» | 8 (2)       |

### Група 3
| М | Команда     | І | В | Н | П | РМ   | О  |
| - | ----------- | - | - | - | - | ---- | -- |
| 1 | «Енергія»   | 6 | 6 | 0 | 0 | 14−3 | 18 |
| 2 | «Кристал»   | 6 | 4 | 0 | 2 | 13−7 | 12 |
| 3 | «Жемчужина» | 6 | 1 | 1 | 4 | 5−10 | 4  |
| 4 | «Динамо»    | 6 | 0 | 1 | 5 | 1−13 | 1  |

| Команда     | ДИН    | ЕНЕ | ЖЕМ | КРИ |
| ----------- | ------ | --- | --- | --- |
| «Динамо»    |        | 0:3 | 0:1 | 0:3 |
| «Енергія»   | 2:0    |     | 2:1 | 3:1 |
| «Жемчужина» | 1:1    | 0:2 |     | 1:3 |
| «Кристал»   | 3:0[а] | 1:2 | 2:1 |     |

а Згідно з рішенням КДК ФФУ від 11 червня 2013 року за неявку на гру без поважної причини команді «Динамо» зарахована технічна поразка 0:3, а команді «Кристал» — перемога 3:0.

#### Найкращі бомбардири
У списку враховані голи на першому та другому етапах.
| № | Футболіст           | Команда     | Голи (пен.) |
| - | ------------------- | ----------- | ----------- |
| 1 | Олександр Муковозов | «Енергія»   | 11          |
| 2 | Артем Сітало        | «Кристал»   | 8 (2)       |
| 3 | Дмитро Кривий       | «Кристал»   | 6           |
| 4 | Володимир Корольков | «Жемчужина» | 6 (1)       |
| 5 | Андрій Барладим     | «Кристал»   | 4           |
| 5 | Павло Черняєв       | «Енергія»   | 4           |
| 7 | Олексій Мазуренко   | «Кристал»   | 4 (1)       |
| 8 | Денис Риженко       | «Енергія»   | 4 (2)       |

### Група 4
| М | Команда            | І  | В  | Н | П  | РМ    | О  |
| - | ------------------ | -- | -- | - | -- | ----- | -- |
| 1 | «Гірник»           | 32 | 14 | 8 | 10 | 49−37 | 50 |
| 2 | «Сталь»            | 32 | 15 | 4 | 13 | 63−40 | 49 |
| 3 | «Гірник-Спорт»     | 32 | 10 | 4 | 18 | 39−57 | 34 |
| 4 | «Макіїввугілля»    | 32 | 8  | 3 | 21 | 32−71 | 27 |
| 5 | ФК «Севастополь-2» | 32 | 7  | 4 | 21 | 30−63 | 25 |

| Команда            | ГІР | СТА | С-2 | ГСП | МАК |
| ------------------ | --- | --- | --- | --- | --- |
| «Гірник»           |     | 1:0 | 2:0 | 2:0 | 4:1 |
| «Сталь»            | 3:1 |     | 2:1 | 1:1 | 1:0 |
| ФК «Севастополь-2» | 2:2 | 2:5 |     | 0:4 | 0:0 |
| «Гірник-спорт»     | 2:1 | 2:0 | 2:0 |     | 2:1 |
| «Макіїввугілля»    | 3:1 | 2:4 | 2:0 | 2:1 |     |

#### Найкращі бомбардири
У списку враховані голи на першому та другому етапах.
| №  | Футболіст            | Команда                                 | Голи (пен.) |
| -- | -------------------- | --------------------------------------- | ----------- |
| 1  | Станіслав Куліш      | «Сталь»                                 | 29 (4)      |
| 2  | Юрій Коломоєць       | «Гірник»                                | 16 (2)      |
| 3  | Григорій Гаранян     | «Сталь» (6) / «Гірник» (4)              | 10          |
| 4  | Андрій Місяйло       | «Гірник-Спорт»                          | 9 (1)       |
| 5  | Денис Шевчук         | «Макіїввугілля»                         | 8           |
| 6  | Володимир Корольков  | «Жемчужина» (6) / «Гірник-спорт» (1)    | 7 (1)       |
| 7  | Ігор Кірієнко        | «Гірник-Спорт»                          | 6           |
| 7  | Володимир Сечін      | ФК «Севастополь-2»                      | 6           |
| 9  | Руслан Маліновський  | «Шахтар-3» (5) / ФК «Севастополь-2» (1) | 6 (1)       |
| 10 | Сергій Гвоздевич     | «Гірник»                                | 6 (2)       |
| 11 | Сейхан Алієв         | «Сталь»                                 | 5           |
| 11 | Сергій Дячук         | «Жемчужина» (3) / «Гірник-спорт» (2)    | 5           |
| 11 | Анатолій Пашковський | «Гірник»                                | 5           |

## Матчі за перше місце
Відповідно до п.6 ст. 12 регламенту змагань для визначення чемпіона України серед команд клубів другої ліги проводяться два матчі (вдома і в гостях) між командами, що за підсумками другого етапу посіли перші місця у групах 1 і 2.
6 червня відбулося жеребкування матчів за звання чемпіона другої ліги, господарем першого матчу було визначено «Десну», а другого — «Украгроком».
| 12 червня 2013 18:00 |

| «Десна»                               | 2 − 0    | «Украгроком» |
| ------------------------------------- | -------- | ------------ |
| Пономаренко 29' (аг) Чепурненко 90+1' | протокол |              |

| Чернігів, стадіон ім. Ю.Гагаріна Глядачів: 1200 Арбітр: Володимир Міланич (Миколаїв) |

| 16 червня 2013 18:00 |

| «Украгроком»                         | 3 − 1    | «Десна»          |
| ------------------------------------ | -------- | ---------------- |
| Ломко 11' Грищенко 45+2' Радевич 46' | протокол | Радевич 39' (аг) |

| Олександрія, КСК «Ніка» Глядачів: 2200 Арбітр: Микола Кривоносов (Київ) |

«Десна» перемогла завдяки більшій кількості голів, забитих на виїзді.

## Стикові матчі
За підсумками сезону команди, що посіли перші місця в групах 1 і 2, виходять до першої ліги напряму. Команди, що посіли другі місця в групах 1 і 2, виборюють право на підвищення в класі з командами, що посіли 15-е і 16-е місця в першій лізі.
| 12 червня 2013 18:00 |

| ФК «Одеса» | 0 − 2    | «Нива»                     |
| ---------- | -------- | -------------------------- |
|            | протокол | Г.Баранець 16' Мельник 58' |

| Одеса, стадіон «Спартак» Глядачів: 300 Арбітр: Сергій Скирда (Харків) |

| 12 червня 2013 17:00 |

| «Шахтар»            | 1 − 1    | «Динамо-2»    |
| ------------------- | -------- | ------------- |
| Коробкін 57' (пен.) | протокол | Морозенко 76' |

| Ровеньки, стадіон «Авангард» Глядачів: 500 Арбітр: Роман Бохняк (Севастополь) |

| 16 червня 2013 19:30 |

| «Нива»                                                | 4 − 1    | ФК «Одеса»           |
| ----------------------------------------------------- | -------- | -------------------- |
| Кікоть 21' Яворський 45+3' Данищук 61' Товкацький 85' | протокол | Балабанов 63' (пен.) |

| Тернопіль, міський стадіон Глядачів: 5500 Арбітр: Віталій Дяденко (Кіровоград) |

«Нива» виходить до першої ліги, ФК «Одеса» опускається до другої ліги.
| 16 червня 2013 19:00 |

| «Динамо-2»    | 1 − 0    | «Шахтар» |
| ------------- | -------- | -------- |
| Морозенко 44' | протокол |          |

| Київ, стадіон «Динамо» імені В. Лобановського Глядачів: 2300 Арбітр: Андрій Лісаковський (Одеса) |

«Динамо-2» зберігає місце в першій лізі, а «Шахтар» — у другій.